# Mury miejskie w Bydgoszczy

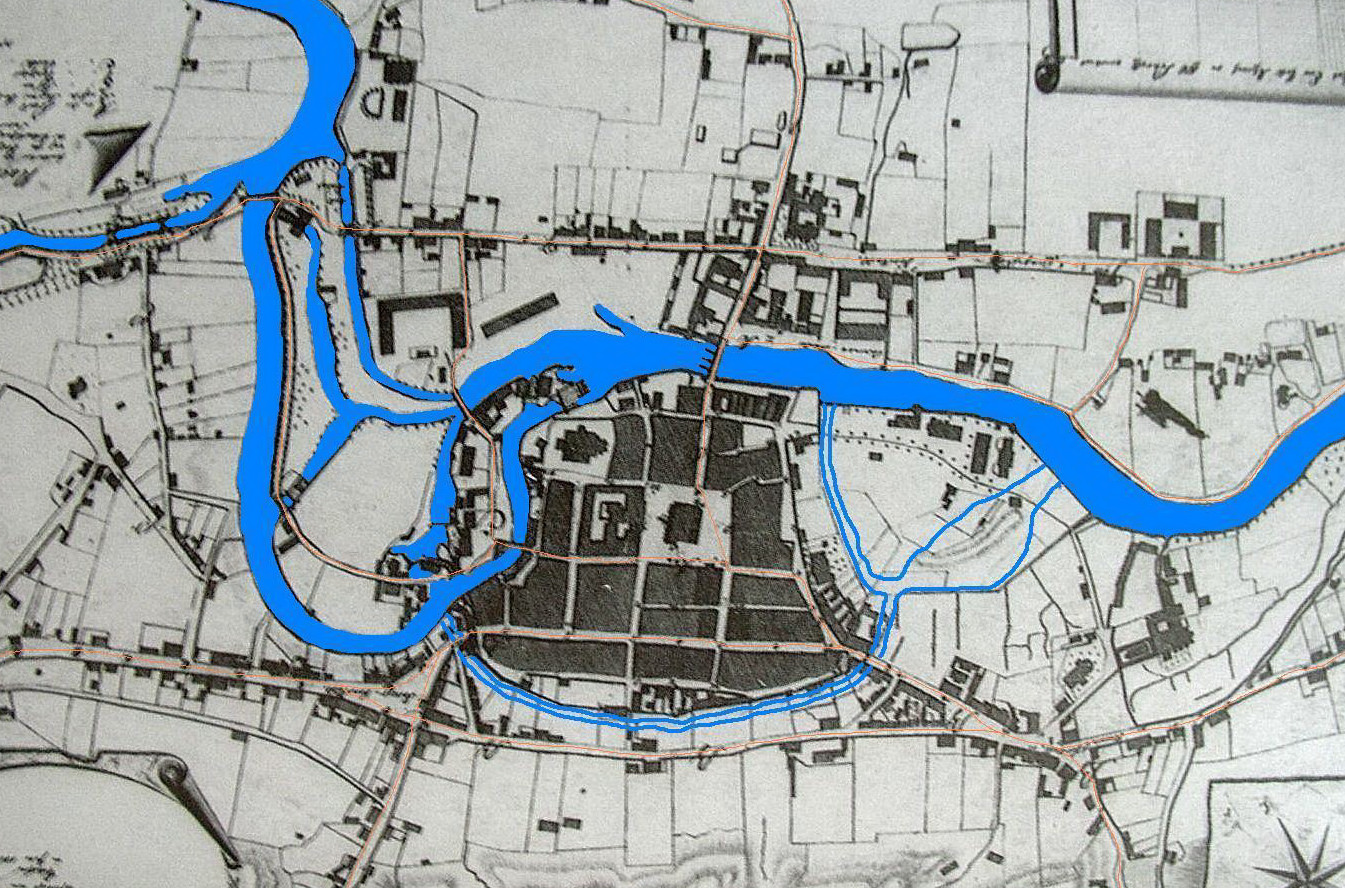
Plan Bydgoszczy por. Lindnera z 1800 r. z oznaczonymi ciekami wodnymi istniejącymi i zanikłymi oraz drogami. Na planie widoczne są fragmenty murów miejskich

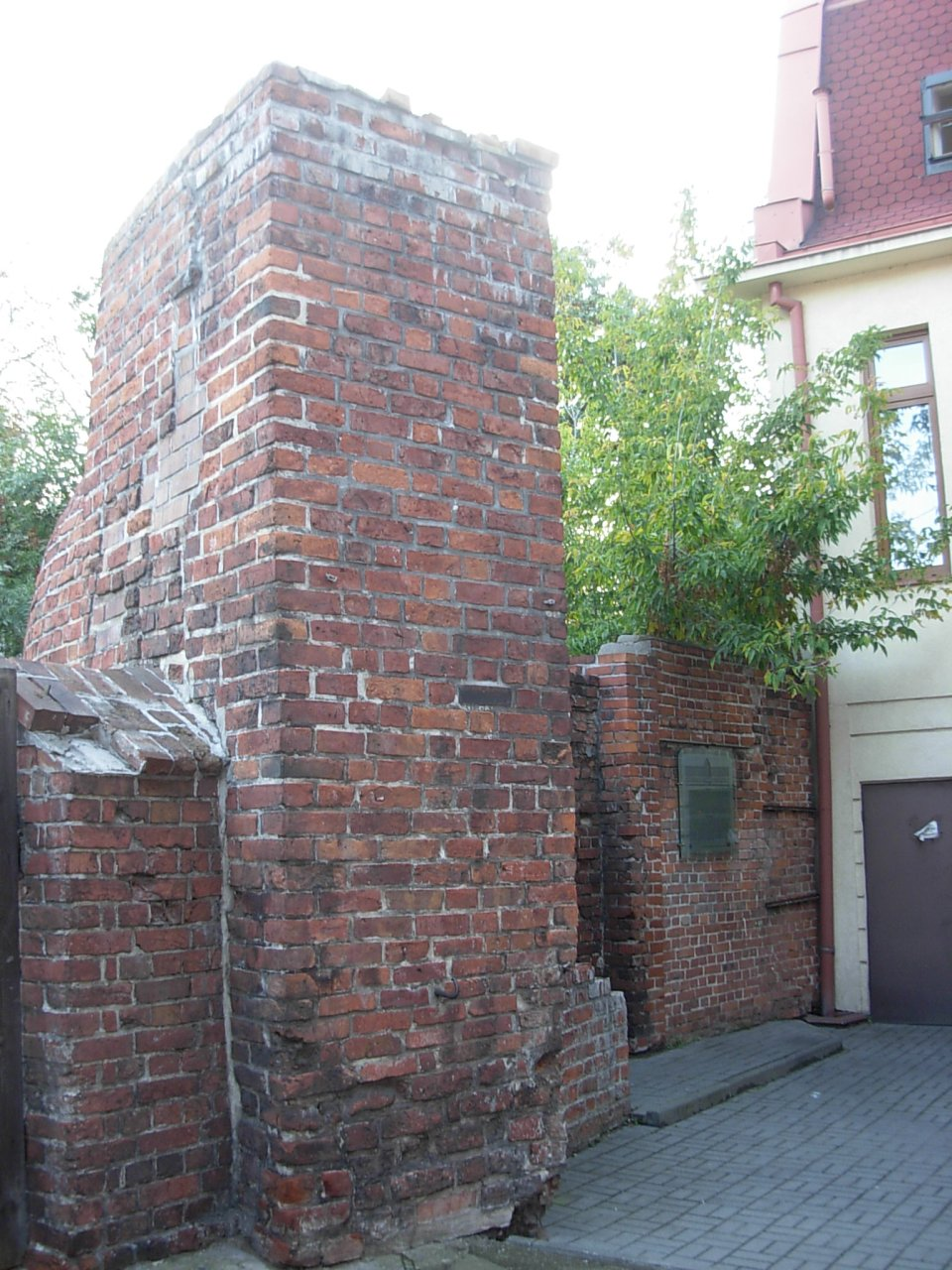
Fragment muru z basztą

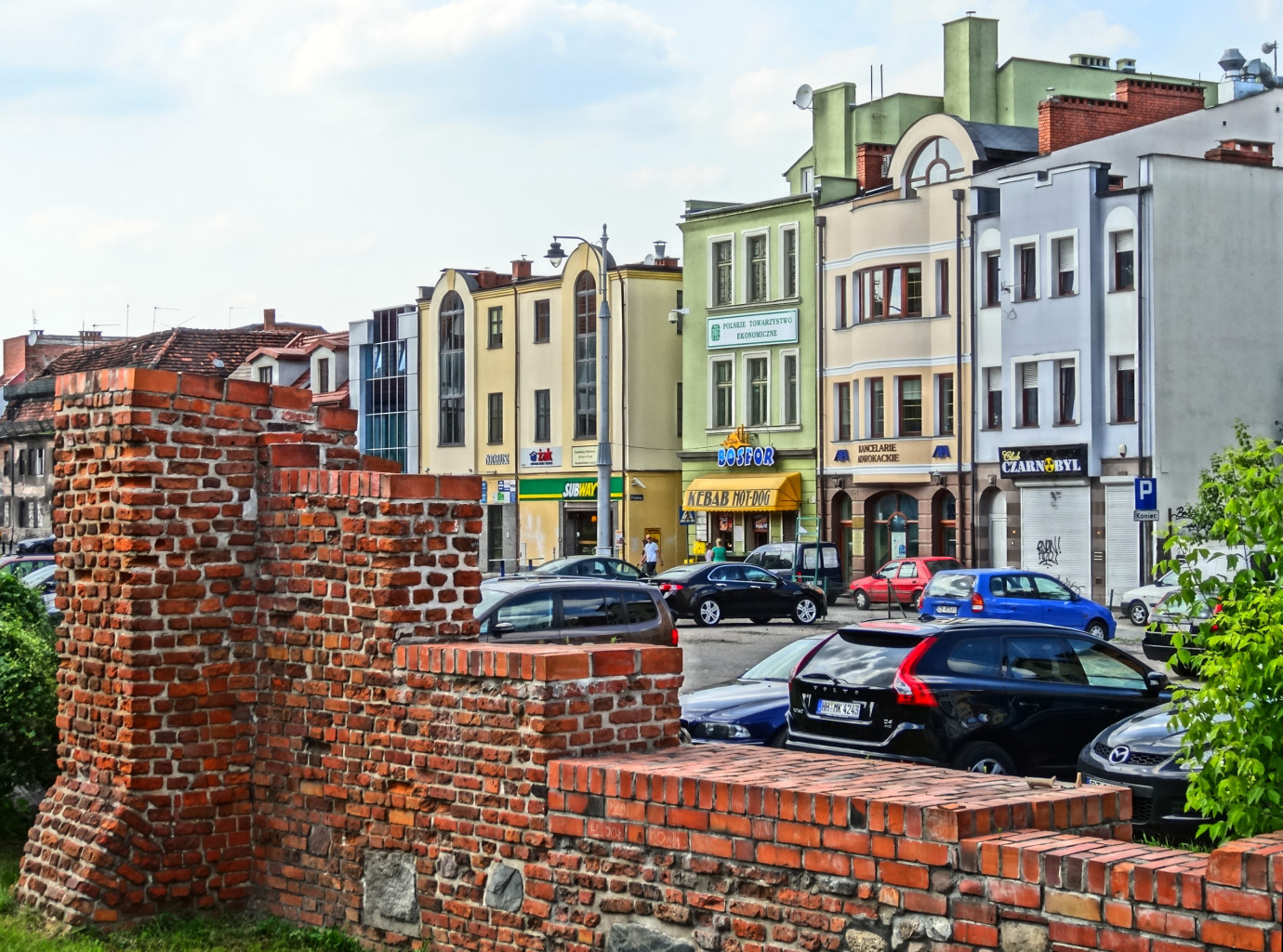
Fragment nieopodal ul. Wały Jagiellońskie

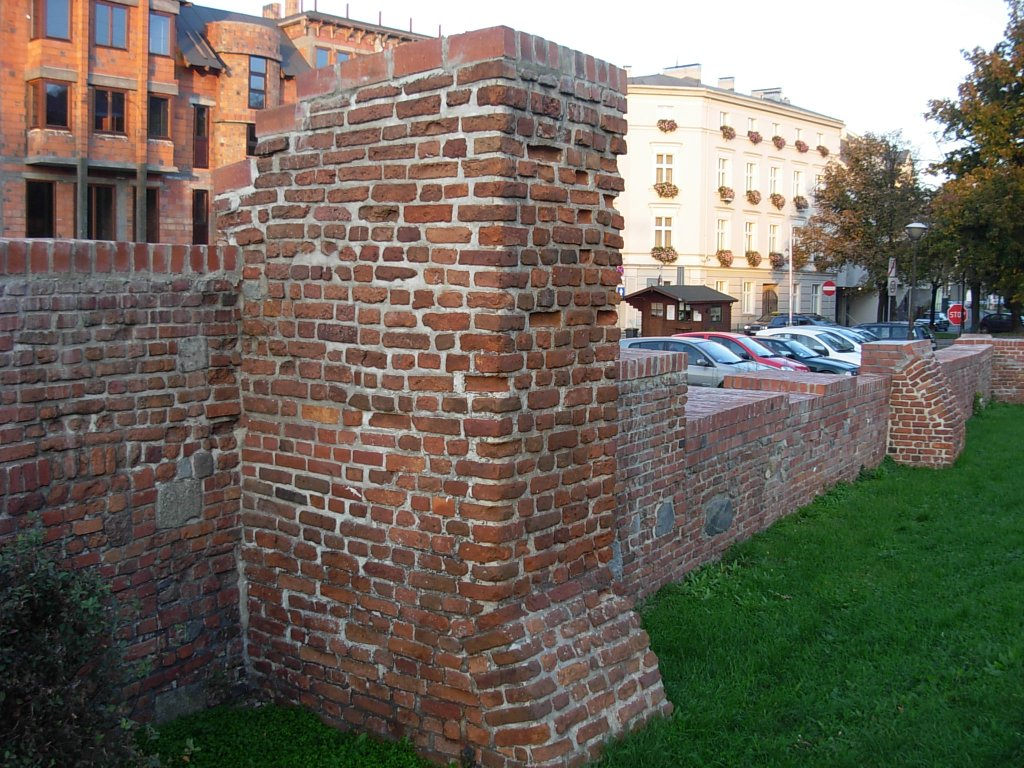
Szkarpa

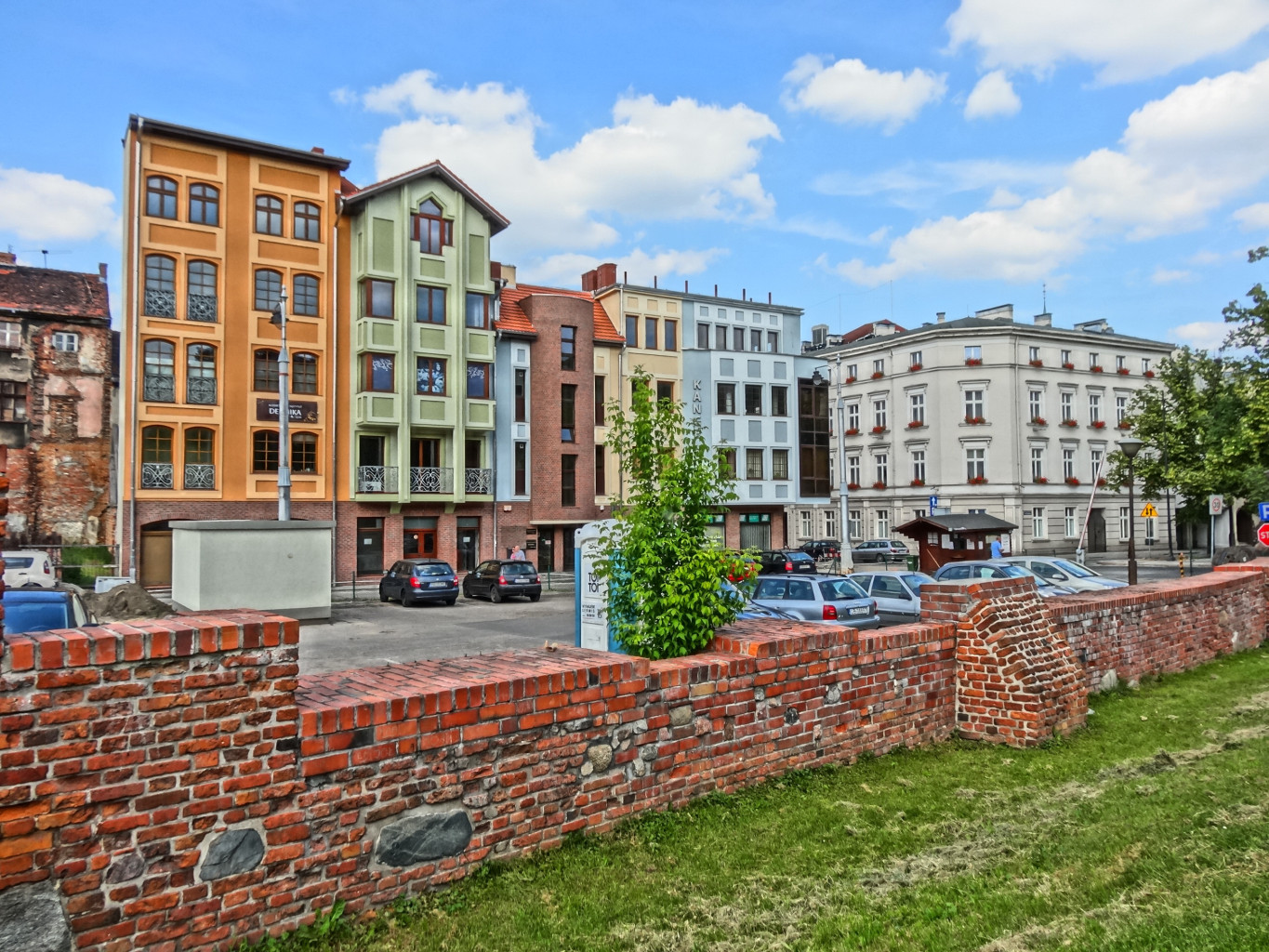
Częściowa rekonstrukcja służąca ukazaniu lokalizacji dawnych murów obronnych

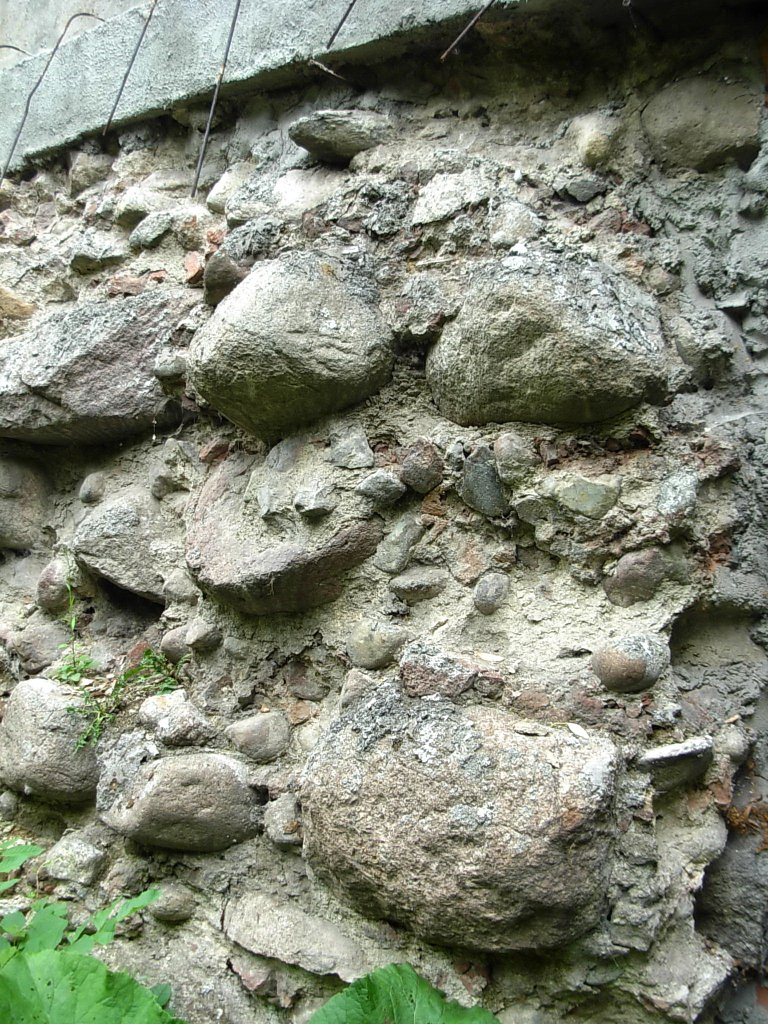
Relikty przy ul. Pod Blankami, które wykorzystano jako fundament budynku

Mury miejskie Bydgoszczy – zespół średniowiecznych obwarowań Bydgoszczy, budowanych od początku XV wieku, później zniszczonych i w większości rozebranych w XIX wieku.

## Historia

### Umocnienia w XI-XIII wieku
Pierwszymi umocnieniami Bydgoszczy były drewniano-ziemne wały, które otaczały miejscowy XI-wieczny gród. Wedle zachowanego dokumentu z 1252 r. fortyfikacje te była zobowiązana utrzymywać w należytym stanie ludność zamieszkująca terytorium miejscowej kasztelanii. W 1330 r. gród został zdobyty i spalony przez Krzyżaków. Pozostałości pierwotnego wału datowanego na lata 30. XI wieku zostały odkryte podczas badań wykopaliskowych przeprowadzonych w 1993 i 2007 r.

### Umocnienia w XIV wieku
Nowy etap w historii miasta i miejskich fortyfikacji przyniosła decyzja Kazimierza Wielkiego o budowie zamku i lokacji miasta w 1346 r.
Pierwotne umocnienia miały wówczas postać palisady, zbudowanej z solidnych pali drewnianych, wbitych obok siebie pionowo w ziemię. Jest wielce prawdopodobne, że powstały wtedy również drewniane bramy miejskie, wzniesione na drogach wylotowych z miasta. Potwierdzeniem tej tezy są najstarsze pieczęcie miasta Bydgoszczy z 1364 i 1400 r., na których widnieje wieża bramna.
Palisada, odkryta dotychczas tylko na niewielkim odcinku podczas badań archeologicznych przy ulicy Pod Blankami 4, z pewnością otaczała całą, najbardziej narażoną na atak nieprzyjaciela południową stronę miasta.

### Mury w XV-XVII wieku
Ceglane mury Starego Miasta zaczęto budować w I połowie XV wieku, a pierwsze odcinki głównie we fragmentach przylegających do bram miejskich powstały w połowie tego wieku. Do 1475 r. wzniesiono najstarszą część muru w pobliżu Bramy Poznańskiej.
W 1484 r. król Kazimierz Jagiellończyk nadał Bydgoszczy prawo do kilku jarmarków, z których zyski przeznaczone zostały na dalszą budowę murów obronnych.
Znaczna intensyfikacja wznoszenia murów przypada na przełom XV/XVI wieku, kiedy budowlę zaczęto wznosić na odcinku kilkuset metrów jednocześnie.
Ukończenie pełnego obwodu obronnego muru przypada na lata 20. XVI wieku. Ciągnął się on łukiem o długości ok. 470 m od Bramy Kujawskiej na wschodzie miasta, do Bramy Poznańskiej na zachodzie. Niewielkie odcinki zamykały także wolny obszar pomiędzy bramami a Fosą zamkową (12 m) i Brdą Młynówką (15 m).
Ceglana budowla otaczała miasto jedynie od południa, gdyż z pozostałych stron obronę stanowiły cieki wodne: Fosa zamkowa, Brda, Młynówka i rozlewiska Wyspy Młyńskiej.
Od wschodu Bydgoszcz osłaniał zamek z własnym systemem fortyfikacji.
Między miastem, a zamkiem na początku XVII wieku wzniesiono parkan, czyli masywnie zbudowaną drewnianą ścianę, zaopatrzoną w strzelnice i dla obrony przed ogniem oblepioną gliną. W drugiej połowie XVII wieku, gdy zamek był już ruiną, tuż obok parkanu zbudowano wał ziemny, od Bramy Kujawskiej do Brdy.
Osobnym zagadnieniem są fortyfikacje otaczające kompleks klasztorny karmelitów oraz zespół spichrzy miejskich, które były jednocześnie elementem obrony miasta od północy. W tamtejszy kompleks wtopiona była Brama Gdańska.
W 1547 roku zanotowano wielki pożar miasta, w którym zniszczone zostały m.in. bramy miejskie. Zachowane rozliczenia finansowe dowodzą, że odbudowa murów i bram zakończyła się pod koniec XVI wieku.

### Mury i wały w XVII-XVIII wieku
W latach 40. i 50. XVII wieku podjęto próbę modernizacji umocnień miasta. Wtedy to naprzeciw Bramy Kujawskiej zbudowano w pełni nowoczesny bastion ziemny, sprzęgnięty w jeden system obronny z podobnymi fortyfikacjami zamku, natomiast mury obronne obsypano od zewnątrz wałem ziemnym, co zwiększyło ich odporność na ostrzał artyleryjski. Powstały również szwedzkie fortyfikacje polowe: na Przedmieściu Gdańskim fort bastionowy, a na wzgórzach szwederowskich trzy forty zaporowe.
W czasie potopu szwedzkiego zniszczony został zamek, który jak dotąd stanowił niezwykle ważny element całego system obronnego, uszkodzeniu uległy także mury, bramy, baszty i parkan. Szczególnie zniszczona została Brama Grodzka prowadząca na zamek, która już nie została odbudowana.
Trudności finansowe miasta nie pozwalały na zniwelowanie zniszczeń i dopiero w latach 70. XVII wieku zagrożenie wywołane wojną z Turcją spowodowało budowę wału ziemnego ciągnącego się od Bramy Kujawskiej do Brdy.
Kolejne zniszczenia murów miejskich miały miejsce podczas wielkiej wojny północnej. Z opisu miasta z 1717 roku wynika, że poważnie zrujnowane były fragmenty murów miejskich.
Z upływem czasu fortyfikacje miejskie nie poddawane, z wyjątkiem Bramy Kujawskiej poważniejszym naprawom i modernizacjom, popadały w ruinę. Dokładna inwentaryzacja miasta przeprowadzona przez władze pruskie w 1774 roku wykazała przerwy w linii murów w części centralnej i w okolicy Bramy Kujawskiej.

### Rozbiórka fortyfikacji w XIX wieku
Po zajęciu miasta przez Prusy w 1772 roku przystąpiono do odbudowy zniszczonych częściowo murów i bram, ale nie miały one już pełnić funkcji obronnych, a tylko uniemożliwić dezercję żołnierzy z miejscowego garnizonu. W latach 1780–1787 uzupełniono ubytki w ten sposób, że mur stanowił ponownie ciągłą linię od strony południowej miasta.
Bramy przekształcono na rogatki miejskie, przy których urzędowali pisarze poborowi.
Podczas Powstania Kościuszkowskiego w 1794 roku bydgoskie fortyfikacje po raz ostatni stały się celem akcji militarnej, kiedy to miasto zostało oblężone przez wojska polskie pod wodzą generała Henryka Dąbrowskiego. Szturm, poprzedzony ostrzałem artyleryjskim zakończył się po kilkugodzinnej walce kapitulacją załogi pruskiej.
Na początku XIX wieku rozpoczął się szybki proces niszczenia fortyfikacji. Już około 1800 roku zasypano Fosę miejską i założono w niej ogrody, później wyburzono wschodnie i środkowe partie murów i wybudowano budynki mieszkalne. W części zachodniej natomiast fragmenty muru adaptowano na ściany nośne kamienic.
Do 1820 roku rozebrano dwie bramy miejskie: Gdańską i Kujawską. Ostatnia – Poznańska dotrwała do 1828 roku.
Mury, baszty i bramy traktowano jako rezerwuar surowca dla nowo wznoszonych domów.
Pozyskany z nich materiał posłużył do budowy kamienic oraz loży masońskiej i synagogi.
W połowie XIX wieku duże partie murów zostały już rozebrane. Pozostałości były natomiast wykorzystywane jako ściany szczytowe lub elementy nośne wznoszonych przy ul. Pod Blankami budynków.
Nieliczne fragmenty muru dotrwały szczęśliwie do czasów obecnych.

## Struktura

### Mur[3]
Mury obronne w Bydgoszczy były masywną konstrukcją ceglaną zwieńczoną flankowanym krenelażem oraz zaopatrzoną w chodnik bojowy.
Lico muru od strony wewnętrznej było zróżnicowane: kamienne, kamienno-ceglane, bądź ceglane, natomiast od strony fosy było licowane wyłącznie cegłą w wątku gotyckim. Powyżej określonego poziomu konstrukcja wznoszona była wyłącznie z cegieł. Mur od początku posiadał szkarpy o wysokości około 1,5 metra i szerokości metra. Jego szerokość wynosiła 1,6-1,7 metra, a wysokość około 7 metrów od poziomu gruntu i 10 metrów od poziomu wody w fosie
Fundament zbudowany był z dużych kamieni granitowych, łączonych w górnej części zaprawą wapienną, natomiast w dolnej części bez jej użycia.
Do fundamentu dostawiona była wtórnie ława kamienna, chroniąca przed podmywaniem przez wodę z fosy.
Do wysokości 2,5 metra wypełnisko muru stanowiły kamienie i fragmenty cegieł spojone zaprawą wapienną. Powyżej zbudowany był jako pełny, na całej szerokości z cegły. Zwieńczenie stanowił blankowany krenelaż zaopatrzony w strzelnice.
Chodnik obronny nie był zadaszony i miał szerokość około jednego metra.

### Bramy[4]
W murze obronnym Bydgoszczy znajdowały się cztery bramy miejskie, z tego dwie wtopione w jednolity ciąg murów.
Bramy: Kujawska i Poznańska zamykały od wschodu i zachodu najdłuższą ulicę bydgoskiego miasta lokacyjnego – ul. Długą. Były one dwupiętrowymi, przystosowanymi do obrony przejazdowymi wieżami bramnymi, zbudowanymi na planie prostokąta. Zaopatrzone były w masywne, dwuskrzydłowe wrota, oraz opuszczaną bronę. Po pewnym czasie obie zostały nadbudowane i przykryte dwuspadowymi dachami.
Brama Gdańska, jedyna położona na lewym brzegu Brdy zabezpieczała drogę wylotową na północ: do Gdańska i Koronowa. Stanowiła ona rzadki przykład bramy miejskiej o przejeździe umieszczonym między dwiema półokrągłymi wieżami. Razem z otoczonym murem klasztorem karmelitów oraz zespołem spichrzy miejskich tworzyła zwarty system obronny.
Ostatnia Brama Grodzka – jedyna drewniana – była w rzeczywistości furtą (bramka zamkowa, portula) w wale oddzielającym zamek od miasta. Istniała jedynie do czasu zniszczenia warowni podczas „potopu szwedzkiego” w 1656 r. W 2019, w czasie przebudowy Teatru Kameralnego, odkryte zostały pozostałości tej bramy, drewnianej palisady oraz mostu prowadzącego nad fosą do zamku; wbrew dotychczasowym przypuszczeniom, znajdowała się ona nie na osi ul. Grodzkiej, lecz ul. Krętej.

### Baszty[9]
Mur obronny wzmocniony był pięcioma basztami: dwoma prostokątnymi, zbudowanymi na przełomie XV/XVI wieku, oraz trzema półokrągłymi, datowanymi na wiek XVI. Ich zadaniem była nie tylko obrona przedpola fosy, ale również prowadzenie ognia flankującego wzdłuż kurtyn, czyli odcinków muru pomiędzy basztami. Po zajęciu miasta przez Prusy w 1772 roku, wszystkie baszty z wyjątkiem piątej uległy zniszczeniu.
- Baszta 1 – położona była w odległości około 40 m na zachód od Bramy Kujawskiej. Pierwotnie stanowiła kwadratowy wykusz. W XVI wieku zamknięto ją murem wzniesionym od strony miasta. Miała ona analogiczną wysokość jak mur obronny, a jej zwieńczenie stanowił prosto zamknięty krenelaż. Została rozebrana na początku XIX wieku. Relikty obiektu odsłonięto podczas badań archeologicznych w 2000 r.

- Baszta 2 – znajdowała się w odległości około 20 m na zachód od baszty 1. Miała kształt półokrągły i nakryta była stożkowatym hełmem. Była wyższa od przylegającego muru obronnego o ok. 2–3 m. Została uszkodzona podczas walk potopu szwedzkiego[d] i zniszczona w XVIII wieku, gdyż nie ma już jej na planie Gretha z 1774 r.

- Baszta 3 – znajdowała się w odległości około 55 m na zachód od baszty 2. Miała kształt prostokątny i wymiary analogiczne do baszty 1. Rozebrano ją między 1789, a 1800 r.

- Baszta 4 – znajdowała się w środkowej części muru obronnego. Miała kształt półokrągły i konstrukcję analogiczną do baszty 2, aczkolwiek mniejsze wymiary. Czas jej zniszczenia przypada na lata 1657–1774.

- Baszta 5 – jedyna zachowana do czasów obecnych, znajduje się w odległości około 75 m na wschód od Bramy Poznańskiej. Pierwotnie była to baszta półokrągła, większa niż obecnie, o szerokości około 6 m. Zbudowana była z cegieł gotyckich, układanych w regularnym wątku polskim. Prawdopodobnie była remontowana w latach 1780–1787, a w XIX i XX wieku przebudowywana. Największe zmiany w jej wyglądzie przyniósł remont, przeprowadzony w latach 1948–1949. Przekuto wówczas wejście od strony fosy oraz odtworzono schody prowadzące z chodnika muru obronnego. Podwyższono część południową, a lico baszty wykonano na nowo z ręcznie formowanych cegieł układanych w wątku gotyckim.

### Wał[4]
W II połowie XVII wieku po zniszczeniu zamku pojawiła się konieczność zabezpieczenia wschodniej flanki miasta. W ten sposób w 1672 r. przy ul. Podwale powstał wał ziemny o szerokości ok. 10 m, który wykonano według uchwały rady miejskiej siłami wszystkich zdolnych do pracy mieszkańców.
Znaczenie obronne konstrukcja ta posiadała do połowy XVIII wieku, później wał stopniowo zniwelowano, przekształcono na ogrody oraz zabudowano.

### Fosa Miejska
Na przedpolu obwodu obronnego znajdowała się fosa miejska, o szerokości około 15 m, zasilana wodami Brdy Młynówki i połączona z fosą zamkową.

## Zachowane relikty muru miejskiego Bydgoszczy[3]
Do czasów obecnych zachowały się trzy niewielkie fragmenty murów. Długość zachowanych fragmentów stanowi ok. 1/5 pierwotnego obwodu, przy czym większość z nich nosi ślady nowożytnych przebudów.
Pierwszy fragment o długości około 26 metrów znajduje się przy ulicy Pod Blankami nr 4-6. Jest to najstarszy i najciekawszy fragment muru obronnego. Występuje w nim zarówno gotycki wątek polski, jak i wedyjski typowy dla XIV i XV wieku.
Na tym odcinku widoczne jest tylko zewnętrzne lico muru od strony fosy miejskiej, gdyż na całej długości parceli nr 4 wykorzystano go jako ścianę nośną budynku mieszkalnego wzniesionego w 2000 r. Na 6 m odcinku widoczny jest oryginalny fragment kamienno-ceglanego lica. Uzupełnieniem murowanych fortyfikacji jest zachowane koryto fosy miejskiej, choć o kilka metrów zniwelowane względem stanu z XVI wieku.
W ciągu tym zachowała się też mała cylindryczna baszta z poważnie zniekształconą partią szczytową, murem o grubości 1,5 metra, z małą furtą przechodzącą w mur arkadowy (obecnie zachowany szczątkowo).
Obecnie główna, południowa część obiektu położona jest na zapleczu parceli przy Nowym Rynku 3. Mniejsza, część północna, zlokalizowana jest na parceli przy ulicy Pod Blankami 4.
Baszta ma kształt cylindryczny, wymiary 3,2 × 4,3 metra oraz całkowitą wysokość 6,4 metra. We wnętrzu znajdują się dwa niezależne pomieszczenia, do których prowadzą osobne wejścia: jedno z poziomu muru obronnego, drugie od strony dawnej fosy.
Drugi fragment o długości około 33 metrów ciągnie się wzdłuż ulicy Pod Blankami nr 8-10. Mur widoczny jest zarówno od strony zewnętrznej (fosy miejskiej), jak i wewnętrznej. Po wewnętrznej stronie muru (między podziemnym parkingiem banku BPH a budynkiem mieszkalnym nr 6a) znajduje się skansen architektoniczny, gdzie pod pleksiglasową kopułą można obejrzeć fragment fortyfikacji miejskich odsłoniętych podczas badań w 1996 r. Występuje tu zrekonstruowany fragment muru o długości 10 m i wysokości 2 m z licem o układzie gotyckim i oryginalnymi cegłami. Pozostały odcinek nosi ślady licznych przebudów i napraw (zamurowana furta, fragment łuku, nowożytne cegły).
Na odcinku przy posesji nr 18-20 zarys muru jest czytelny, ale jego korona jest zachowana do na poziomie obecnego gruntu.
Trzeci odcinek o długości około 42 metrów usytuowany jest w części środkowej przy ulicy Pod Blankami nr 22-28.
Stanowi on po przeprowadzonych zabiegach konserwatorskich w 1992-93 r. najlepiej zachowany fragment muru obronnego. Dominuje w nim układ cegły z XVII wieku.
Obecna konstrukcja nosi tutaj ślady późniejszych remontów i współczesnych rekonstrukcji. Do muru dostawione są wtórnie trzy szkarpy. Przed linią umocnień znajduje się rów imitujący fosę miejską.